# Unterrichtsmittel
Als Unterrichtsmittel werden alle materiellen und immateriellen Ausstattungen in Schulen bezeichnet, die für die Teilnahme am und zur Durchführung des Unterrichts benötigt werden. Je nach Land werden auch Begriffe wie Lernmittel, Lehrmittel, Unterrichtshilfen verwendet, von Lehr- und Lernmitteln wird auch in der Höheren Bildung gesprochen. 

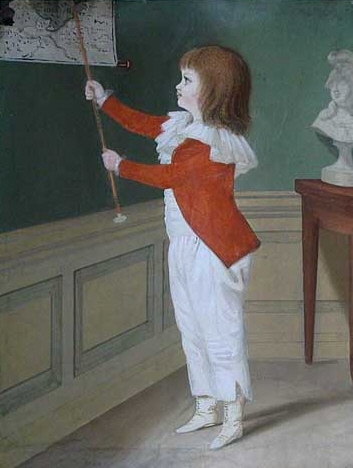
Schulwandkarte und Zeigestock (um 1800)

## Deutschland
Lernmittel sind Dinge, die von den Schülern zur individuellen Teilnahme am Unterricht benötigt werden. Darunter fallen Schulbücher (Unterrichtsmedium) sowie alle Lernmaterialien, die sie in ihrem persönlichen Verfügungsrahmen mitführen. Das sind insbesondere Taschenrechner, Übungshefte, Schreibgeräte, Zeichengeräte und Zirkel.
Lehrmittel bleiben im Bestand der Schuleinrichtung und werden durch das Lehrpersonal zu Unterrichtszwecken eingesetzt. Darunter zählen beispielsweise Präparate, Displays, Mess- und Demonstrationsgeräte für den naturwissenschaftlichen Unterricht, Software bzw. ihre Lizenzen (Unterrichtsmedium), Chemikalien, optische Hilfsmittel wie Mikroskope sowie Werkzeuge des handwerklich-technischen Unterrichts. Im weiteren Sinne können auch interaktive Whiteboards hierzu gerechnet werden. In Deutschland sind die Lehrmittel durch den Schulträger zu finanzieren.

## Österreich
In Österreich bezeichnet der Begriff Unterrichtsmittel nach § 14 Schulunterrichtsgesetz alle Hilfsmittel, die zur Unterstützung oder der Bewältigung von Teilaufgaben des Unterrichtes und zur Sicherung des Unterrichtsertrag dienen. Der Schulerhalter hat für die bedarfsgerechte Ausstattung Sorge zu tragen. Unter diesen Oberbegriff fallen ferner die Lesestoffe und Arbeitsmittel, mit denen die Schüler durch Entscheidung des jeweiligen Lehrers auszustatten sind.

## Schweiz
Der in der deutschsprachigen Schweiz sowie im Fürstentum Liechtenstein übliche Begriffe lauten Lehrmittel und Unterrichtshilfe. Nach Definition der Interkantonalen Lehrmittelzentrale (ilz) handelt es sich um „Lehr-, Lern- und Arbeitsmittel in analoger und digitaler Form, die Kompetenzen und Lerninhalte konkretisieren und für den Unterricht didaktisch aufbereiten“. Als Unterrichtshilfe werden Zusatzangebote bezeichnet. Darunter fallen Erläuterungen und wissenschaftlicher Hintergrund für Lehrpersonen, die das Unterrichten erleichtern. In der Westschweiz und im Tessin lautet der analoge Begriff moyens scolaires (deutsch: „Schulmittel“). Die diesbezüglichen gesetzlichen Regelungen finden sich in den kantonalen Volksschulgesetzen auf Grundlage des HarmoS-Konkordats, die die kantonale Lehrmittelhoheit begründet.